# Thalassoma noronhanum
Thalassoma noronhanum е вид лъчеперка от семейство Зеленушкови (Labridae).

## Разпространение и местообитание
Видът е разпространен в западната част на Атлантическия океан край бреговете на Бразилия и близките острови, където обитава коралови рифове на дълбочина от повърхността до 60 метра, въпреки че предимно се среща в по-плитки води, на дълбочина от 2 до 5 метра.

## Описание
Този вид може да достигне до 13,3 см на дължина.